# Kristiansand Dyrepark

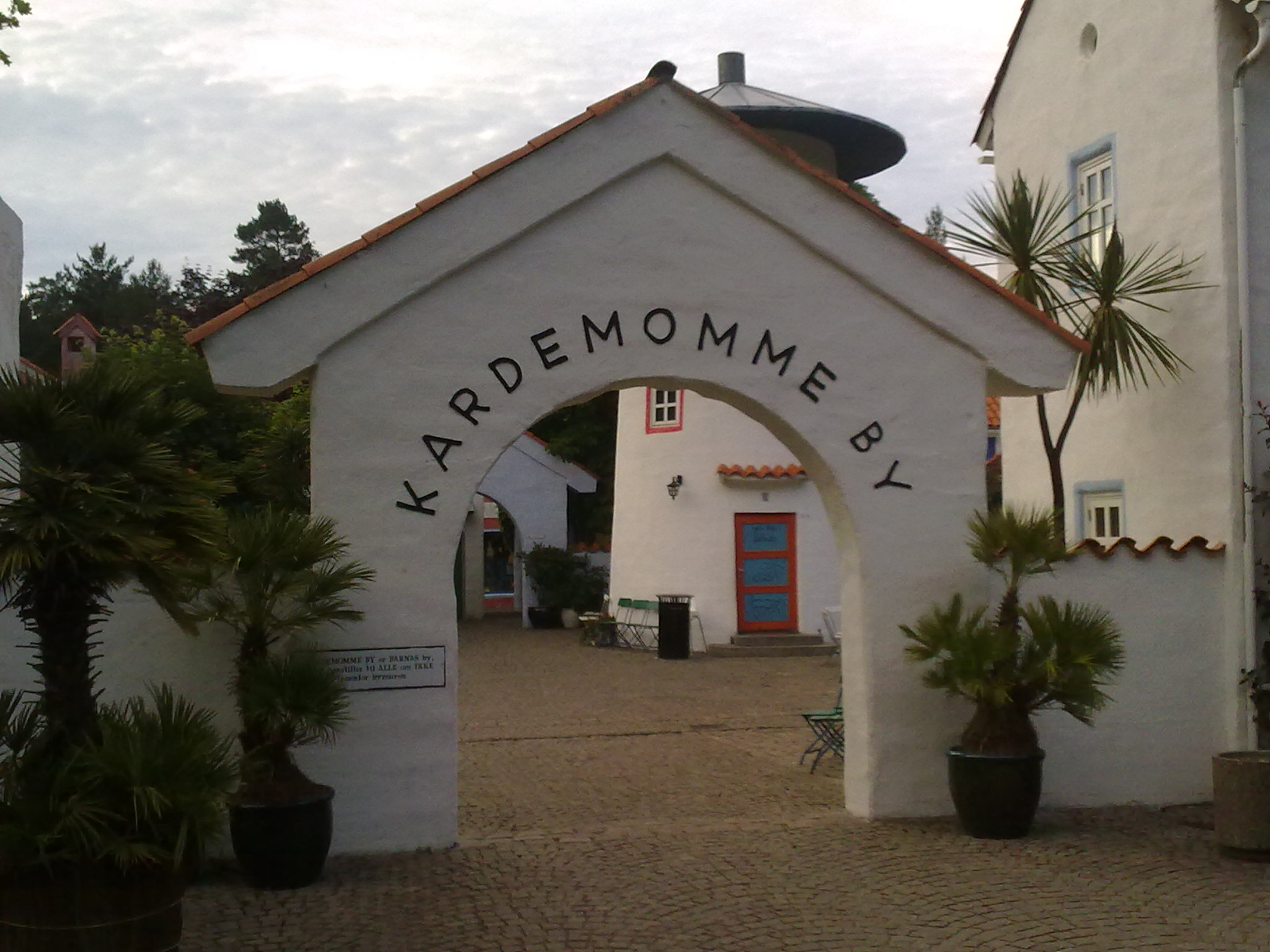
Kardemomme by im Kristiansand Dyrepark

Der Tierpark Kristiansand (norwegisch: Kristiansand Dyrepark) ist ein Tier- und Erlebnispark nahe dem norwegischen Kristiansand und ist in Besitz der Braganza AB.

## Geschichte
Die 1964 gegründete Betreibergesellschaft eröffnete den Park im Jahr 1966. Heute gehört er zu den größten Touristenattraktionen Norwegens. Im Jahr 2008 wurden in dem Freizeitpark mit über 800 Tieren in mehr als 100 Tierarten, Sommertheater und vielen Attraktionen 631.210 Besucher gezählt, 2021 waren es einschließlich Badepark über 1,1 Millionen.
Die Initiative zur Parkgründung ging von Willy Tjomsaas aus. Ab 1965 war Edvard Moseid für den Ausbau und die Entwicklung des Tierparks, der am 26. Juni 1966 eröffnet wurde, zuständig. Edvard Moseid arbeitete bis ins Jahr 2000 im Park.
In den 1970er Jahren war der Tierpark Kristiansand weltweit der größte Exporteur von Kamelen.
Am 26. Dezember 1979 wurde der Schimpanse Julius geboren, der im Hause und in der Familie Edvard Moseids aufwuchs; er wurde durch eine TV-Serie in ganz Norwegen bekannt und gehört zu den großen Attraktionen des Tierparks.
Ab 1983 wurde der Park zum kombinierten Tier- und Freizeitpark ausgebaut. Der Künstler und Autor Terje Formoe arbeitete von 1984 bis 1994 als Marketing- und Entertainmentmanager im Zoo und baute ein musikalisches Kinder- und Familienprogramm auf, dessen Hauptfigur Kaptein Sabeltann, 1989 erstmals gezeigt, schnell Beliebtheit erlangte. Seit 1989 werden jährlich Aufführungen rund um die Abenteuer des Piraten in einem Amphitheater gezeigt, ein ganzer Abschnitt des Parks widmet sich dem Geschehen rund um Käpt’n Säbelzahn. 1991 wurde ein weiterer Abschnitt des Parks, die Kardemomme by von Thorbjørn Egner eröffnet.
Am 25. Mai 2007 erhielt der Zoo zwei weibliche und zwei männliche Löwen aus einem dänischen Zoo; beide Weibchen brachten im Jahr 2008 Nachwuchs zur Welt.
Die größte Einzelinvestition wurde mit 115 Millionen norwegischen Kronen für das am 25. Juni 2010 eröffnete Badelandet, eine Badelandschaft, aufgebracht.

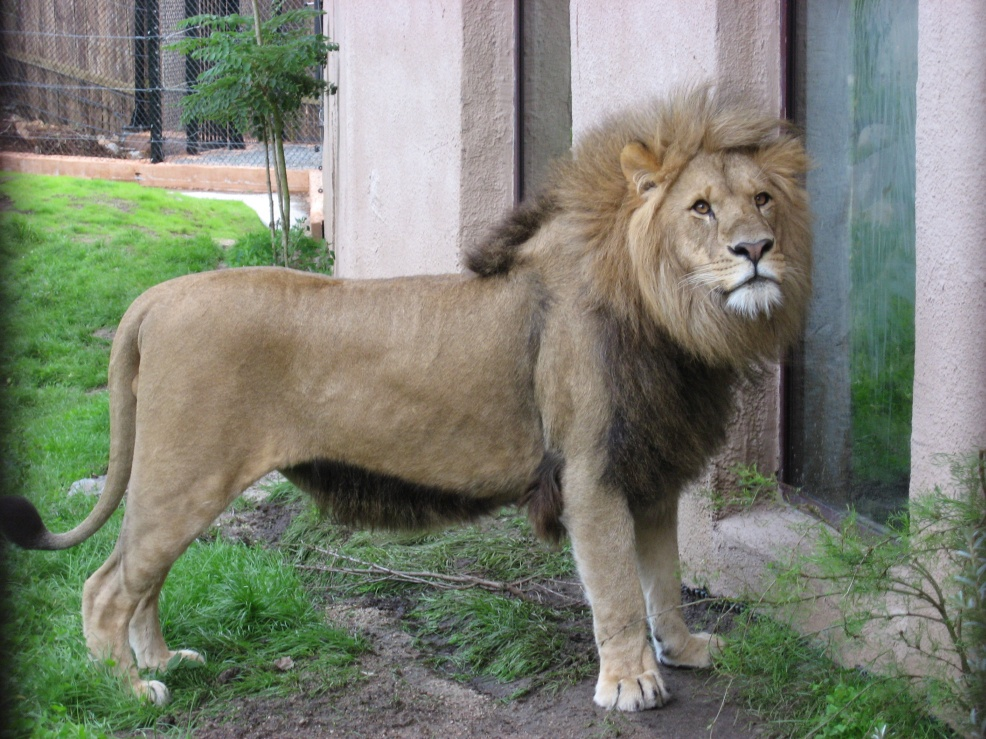
Löwe im Kristiansand Dyrepark

## Aufbau
Der Park besteht aus dem Tierpark und dem Erlebnispark; beide gehen teilweise ineinander über.
Im Tierpark werden Wölfe, Vielfraße, Eurasischer Luchse, Elche, Schlangen, Krokodile, Geparde, Giraffen, Zebras, Löwen, Sibirische Tiger, Orang-Utans, Gibbons, rote Pandas, Ziegen, Hirsche und andere Tiere gezeigt. Dank Brücken über Teile der Gehege können die Tiere von oben betrachtet werden. 
Der Bauernhof KuToppen wurde im Jahr 2009 eröffnet; er wurde nach einer gleichnamigen TV-Serie benannt und gestaltet.
Der Erlebnispark besteht aus der Badelandschaft (für die ein gesonderter Eintritt bezahlt werden muss und die nur von Ostern bis Oktober geöffnet ist), mehreren Themenwelten (Käpt’n Säbelzahn mit Piratenstadt Abra Havn; Kardemomme by; Båtbasaren), dem Amphitheater Kjuttaviga und dem Restaurantbereich Sørlandsbrygga. Übernachtungsmöglichkeiten gibt es sowohl im als auch am Park.